# عباس (البيضاء)
عباس هي إحدى قرى الجمهورية اليمنية. تتبع جغرافيا لمحافظة البيضاء و إداريًا لمديرية الشرية. يبلغ تعداد سكانها 2184 نسمة حسب الإحصاء الذي أجري عام 2004.